# Alessandrino (métro de Rome)
Alessandrino est une station de la ligne C du métro de Rome.

## Situation sur le réseau
Établie en souterrain, la station Alessandrino est située sur la ligne C du métro de Rome, entre la station Parco di Centocelle, en direction de la station terminus ouest (provisoire) San Giovanni, et la station Torre Spaccata, en direction de la station terminus est Monte Compatri - Pantano.

## Histoire
La station Alessandrino est mise en service le 9 novembre 2014, lors de l'ouverture à l'exploitation de la section de Parco di Centocelle à Monte Compatri - Pantano.